# Sezon snookerowy 1997/1998
Poniższa tabela przedstawia wyniki finałów najważniejszych turniejów snookerowych rozgrywanych w sezonie 1997/98.
| Data            | Turniej                              | Miejsce rozgrywek        | Zwycięzca         | Drugie miejsce    | Wynik |
| --------------- | ------------------------------------ | ------------------------ | ----------------- | ----------------- | ----- |
| Sie 14 - Sie 16 | Riley Super Star Championship        | Guangzhou (Chiny)        | Ronnie O’Sullivan | Jimmy White       | 5-3   |
| Wrz 17 - Wrz 20 | Catch China Challenge                | Pekin (Chiny)            | Steve Davis       | Jimmy White       | 7-4   |
| Wrz 30 - Paź 5  | Regal Scottish Masters               | Motherwell (Szkocja)     | Nigel Bond        | Alan McManus      | 9-8   |
| Paź 14 - Paź 26 | Grand Prix                           | Bournemouth (Anglia)     | Dominic Dale      | John Higgins      | 9-6   |
| Paź 27 - Lis 8  | Benson and Hedges Championship       | Anglia                   | Andy Hicks        | Paul Davies       | 9-6   |
| Paź 30 - Lis 2  | Rothmans Grand Prix                  | Malta                    | Ken Doherty       | John Higgins      | 7-5   |
| Lis 12 - Lis 30 | Liverpool Victoria UK Championship   | Preston (Anglia)         | Ronnie O’Sullivan | Stephen Hendry    | 10-6  |
| Gru 8 - Gru 14  | German Open                          | Bingen am Rhein (Niemcy) | John Higgins      | John Parrott      | 9-4   |
| Sty 16 - Sty 25 | Regal Welsh Open                     | Cardiff (Walia)          | Paul Hunter       | John Higgins      | 9-5   |
| Lut 1 - Lut 8   | Benson and Hedges Masters            | Wembley (Anglia)         | Mark Williams     | Stephen Hendry    | 10-9  |
| Lut 12 - Lut 22 | Regal Scottish Open                  | Aberdeen (Szkocja)       | Ronnie O’Sullivan | John Higgins      | 9-5   |
| Lut 26 - Mar 1  | Liverpool Victoria Charity Challenge | Derby (Anglia)           | John Higgins      | Ronnie O’Sullivan | 9-8   |
| Mar 7 - Mar 15  | Beer Chang Thailand Masters          | Bangkok (Tajlandia)      | Stephen Hendry    | John Parrott      | 9-6   |
| Mar 24 - Mar 29 | Benson and Hedges Irish Masters      | Dublin (Irlandia)        | Ken Doherty       | Ronnie O’Sullivan | 3-9   |
| Kwi 2 - Kwi 12  | British Open                         | Plymouth (Anglia)        | John Higgins      | Stephen Hendry    | 9-8   |
| Kwi 18 - Maj 4  | Mistrzostwa świata                   | Sheffield (Anglia)       | John Higgins      | Ken Doherty       | 18-12 |
| Cały sezon      | Premier League Snooker               | Anglia                   | Ken Doherty       | Jimmy White       | 10-2  |